# Potres v Taškentu (1966)
Potres v Taškentu leta 1966 (uzbeško 1966 Toshkent zilzilasi; Uzbek Cyrillic 1966 Тошкент зилзиласи; rusko Ташкентское землетрясение 1966 года) se je zgodil 26. aprila v Uzbekistanski SSR. Imel je magnitudo 5,2 z epicentrom v osrednjem Taškentu na globini 3–8 kilometrov. Potres je v Taškentu povzročil ogromno uničenje, uničil je večino stavb v mestu, ubil med 15 in 200 ljudi in pustil med 200.000 in 300.000 ljudi brez domov. Po katastrofi je bila večina zgodovinskih delov Taškenta uničenih, mesto pa je bilo obnovljeno po sovjetskih arhitekturnih slogih. Sovjetske oblasti so ustanovile inštitut za seizmologijo, da bi napovedovale prihodnje potrese.

## Ozadje
Taškent in njegova neposredna okolica sta v seizmično aktivnem območju, med letoma 1914 in 1966 pa je bilo zabeleženih 74 potresov z magnitudo med 3 in 6. Mesto je bilo poškodovano v potresih v letih 1866 in 1886.
Zaskrbljenost glede morebitne škode zaradi potresa v mestu se je pojavila v 1940-ih in 1950-ih letih prejšnjega stoletja, zlasti po tem, ko je bil Ašgabat leta 1948 opustošen v potresu. Pred potresom v Taškentu je bilo opaženo povečanje ravni radona.

## Potres
Potres se je zgodil ob 05:23 na zelo plitvi (in zato bolj uničujoči) globini 3–8 kilometrov z epicentrom v središču mesta.
Potres je povzročil ogromno uničenje premoženja. Skupno je bilo uničenih več kot 80 % mesta, vključno z več kot polovico starega mestnega jedra.
Skupno je bilo uničenih med 78.000 in 95.000 domov. Večina teh je bila tradicionalnih hiš iz opeke v bolj gosto poseljenih osrednjih območjih. Uničenih je bila večina najpomembnejših stavb v Taškentu; med njimi so bile tudi 600 let stare mošeje. Večina teh stavb je bila zgrajena pred rusko revolucijo leta 1917. Vendar je bilo nepoškodovano le gledališče Navoi, ki so ga zgradili japonski vojni ujetniki.
Ocene števila tistih, ki so zaradi nesreče ostali brez domov, so se gibale od 200.000 do 300.000.
Čeprav je bilo uradno število smrtnih žrtev 15 ljudi, je ta številka morda podcenjena zaradi sovjetske tajnosti, drugi viri pa ocenjujejo število smrtnih žrtev od 200 ljudi do 0,5 % mestnega prebivalstva, ki šteje 1.100.000 prebivalcev. Ubitih je bilo več kot 20 % več žensk kot moških.

## Posledice
Takoj po katastrofi so visoke sovjetske osebnosti, vključno s predsednikom KPJZ Leonidom Brežnjevom, odleteli v Taškent, da bi nadzorovali prizadevanja za obnovo. Začel se je obsežen projekt obnove, pri čemer so druge sovjetske republike poslale veliko število delavcev, da bi pomagali pri procesu obnove. To je spremenilo etnično sestavo mesta, saj so mnogi od njih ostali v Taškentu tudi po končanih delih. Novi Taškent je vseboval arhitekturne sloge, ki jih najdemo v drugih sovjetskih mestih, kot so široki bulvarji in veliki stanovanjski bloki. Do leta 1970 je bilo zgrajenih 100.000 novih domov.
Potres je povzročil tudi povečano religioznost, s povečanim zanimanjem za številne islamske obredne prakse.
Da bi preprečili nadaljnje takšne nesreče, ki bi imele tako resen vpliv na mesto, so sovjetske oblasti leta 1966 ustanovile Inštitut za seizmologijo, katerega naloga je bila spremljanje seizmičnih sprememb, kot so spremembe ravni radona, in napovedovanje potresov.
Spominski kamen žrtvam potresa, ki stoji nad epicentrom, je bil odkrit leta 1976.